# Godzilla (Game Boy-spel)
Godzilla (ゴジラくん 怪獣大行進 Godzilla-Kun: Kaijuu Daikessen?) är ett Game Boy-spel utvecklat av Compile. Det släpptes 1990 i Japan och Nordamerika, och 1991 i stora delar av Europa.

## Handling
Godzillas son Minilla har blivit kidnappat, och bortförd till den stora labyrinten Matrix, som består av 64 rum fulla med monster.

### Fotnoter
1. ↑  ”Godzilla” (på svenska). Nintendomagasinet (Kungsbacka: Atlantic) (8 1992):  sid. 13 (Power Player). augusti 1992. Läst 21 april 2014.